# Міха Блажич
Міха Блажич (словен. Miha Blažič, нар. 8 травня 1993, Копер) — словенський футболіст, центральний захисник польського клубу «Лех» та збірної Словенії.

## Клубна кар'єра
Народився 8 травня 1993 року в місті Копер. Вихованець футбольної школи клубу «Копер». 12 березня 2011 року в матчі проти «Рудара» він дебютував у чемпіонаті Словенії. 10 березня 2013 року поєдинку проти того ж таки «Рудара» Міха забив свій перший гол за «Копер». Загалом провів у команді п'ять сезонів, взявши участь у 99 матчах чемпіонату. Більшість часу, проведеного у складі «Копера», був основним гравцем захисту команди і 2015 року допоміг клубу завоювати Кубок Словенії.
Своєю грою за цю команду привернув увагу представників тренерського штабу клубу «Домжале», до складу якого приєднався 2015 року. 17 жовтня в матчі проти «Крки» він дебютував за нову команду. 25 жовтня в поєдинку проти «Гориці» Міха забив свій перший гол за «Домжале». У 2017 році він вдруге став володарем Кубка Словенії і загалом відіграв за команду з Домжале два роки своєї ігрової кар'єри, зігравши у 65 матчах в усіх турнірах. Граючи у складі «Домжале» також здебільшого виходив на поле в основному складі команди.
31 серпня 2017 року Блажич перейшов в Угорський «Ференцварош», підписавши контракт на 3 роки. 16 вересня в матчі проти «Гонведа» він дебютував в чемпіонаті Угорщини. 25 листопада в поєдинку проти «Халадаша» Міха забив свій перший гол за «Ференцварош». У 2019 році він допоміг команді виграти чемпіонат, а через рік повторив досягнення. Станом на 5 жовтня 2020 року відіграв за клуб з Будапешта 87 матчів у національному чемпіонаті.

## Виступи за збірні
Блажич представляв Словенію на юнацькому рівні у всіх вікових категоріях, чотири роки був капітаном, загалом на юнацькому рівні взяв участь у 7 іграх.
Протягом 2012—2013 років залучався до складу молодіжної збірної Словенії. На молодіжному рівні зіграв у 7 офіційних матчах.
17 січня 2017 року дебютував в офіційних матчах у складі другої збірної Словенії  в товариському матчі проти збірної Саудівської Аравії, а 2 червня 2018 року дебютував і у складі національної збірної у товариському матчі проти Чорногорії.

## Титули і досягнення
- Чемпіон Угорщини (4):

«Ференцварош»:  2018-19, 2019-20, 2020-21, 2021-22
- Володар Кубка Угорщини (1):

«Ференцварош»: 2021-22